# Norwegian Bliss (судно)
Norwegian Bliss — круїзне судно компанії Norwegian Cruise Line, вступило в експлуатацію 21 квітня 2018 року. Корабель був побудований Meyer Werft в Папенбурзі, Німеччина. Дебют корабля стався на Алясці, Сполучені Штати, був запланований на червень 2018 року, і розроблений для підвищення енергоефективності, щоб відповідати екологічним нормам Аляски.

## Історія
Norwegian Cruise Line розмістила замовлення на третій круїзний лайнер Breakaway Plus у липні 2014 року. Будівництво розпочато з різання сталі 28 жовтня 2016 року. Norwegian Bliss є дочірнім кораблем для Norwegian Escape, Norwegian Joy і Norwegian Encore.
29 листопада 2017 року її спонсором було оголошено національного синдикованого радіо та цифрового персонажа Елвіса Дюрана. Дюран веде ранкове ток-радіошоу «Елвіс Дюран і ранкове шоу». В ефірі Дюран також зробив все ранкове шоу (разом із собою) «хрещеними батьками» корабля. Дюран є третім хрещеним батьком будь-якого норвезького судна, лише після Pitbull і Wang Leehom, які спонсорували судна-побратими Norwegian Escape і Norwegian Joy.
Вихід Norwegian Bliss з верфі відбувся 17 лютого 2018 року. Корабель було відбуксировано з будівельного доку та причалу на екіпіровочному пірсі, щоб отримати його воронку.
Корабель було доставлено NCL 21 квітня 2018 року, коли генеральний директор NCL Енді Стюарт підписав документи на судно, де Norwegian Cruise Lines Holdings Limited перейшла у володіння судном і розпочала свою першу подорож пізніше того ж дня. Вона досягла Північної Америки, наблизившись до Нью-Йорка вночі 3 травня 2018 року. Наступного дня відбувся дистанційний ефір Елвіса Дюрана та його ранкового шоу. Під час плавання до Сіетла, штат Вашингтон, з Нью-Йорка, Norwegian Bliss пройшов через Панамський канал і став найбільшим круїзним судном, яке коли-небудь проходило через нього. Корабель прибув до Сіетла 30 травня 2018 року і був офіційно охрещений пізніше того ж дня.

## Дизайн

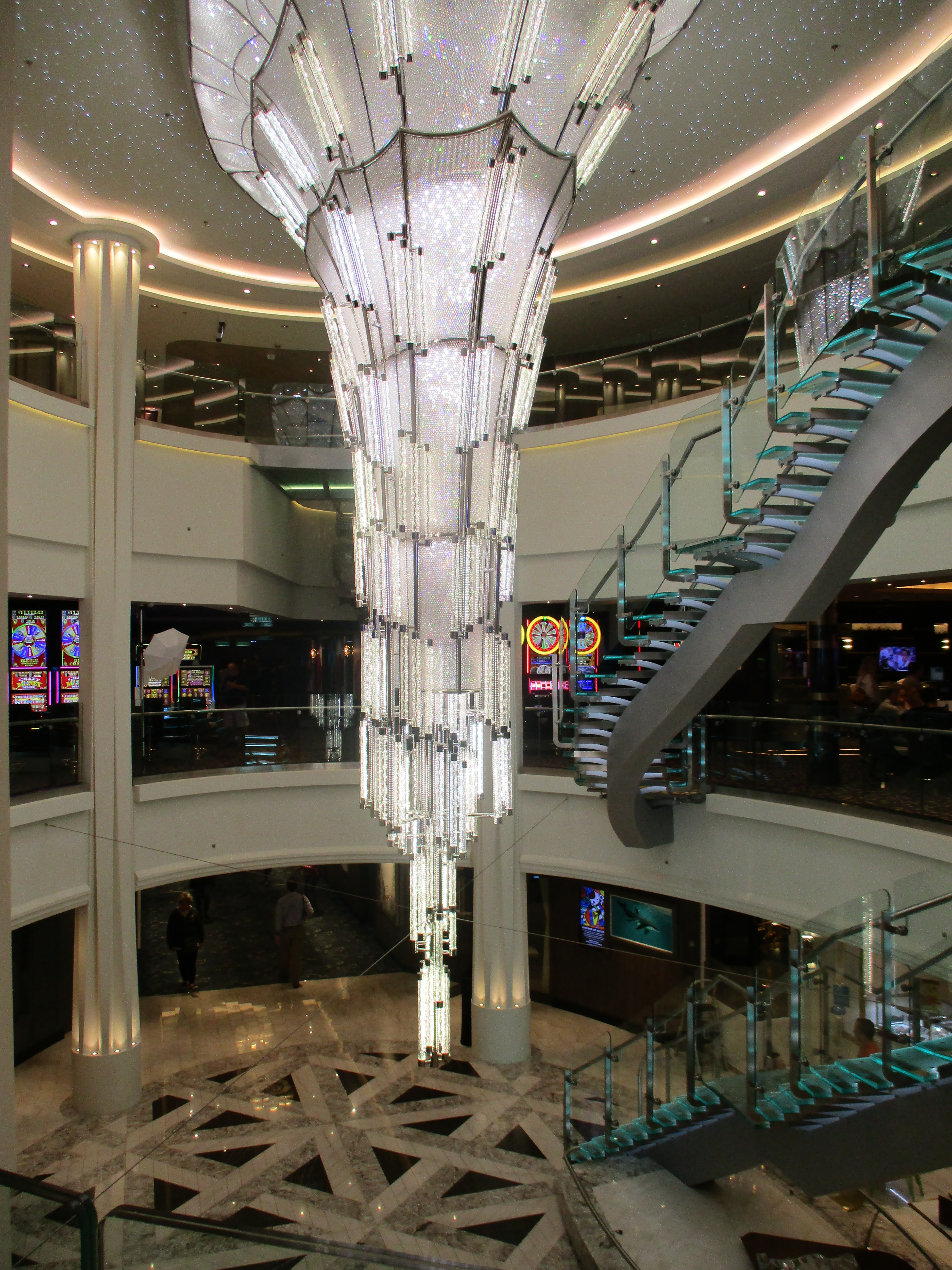
Інтер'єр Norwegian Bliss

Norwegian Bliss має загальну довжину 335 метрів, формований мідель 41,5, максимальна осадка 9. Валова місткість судна становить 168,028 GT тоннажів і дедвейт 11,700 DWT. Norwegian Bliss має 20 палуб і 2220 кают і може перевозити 4000 пасажирів.
Дизайн корпусу для Norwegian Bliss був розроблений художником морської дикої природи Робертом Віландом. Вайленд найбільш відомий своїми фресками «Китобійна стіна», на яких він намалював китів у натуральну величину на 100 будівлях по всьому світу.

## Корабельні зручності
У готелі Norwegian Bliss є різноманітні тематичні обідні зони та бари. Мюзикл, номінований на премію Олів'є, мюзикл, який отримав нагороди Six і Tony, Jersey Boys зараз грають у репертуарі на кораблі. Bliss і Encore мають трек для електричного картингу.

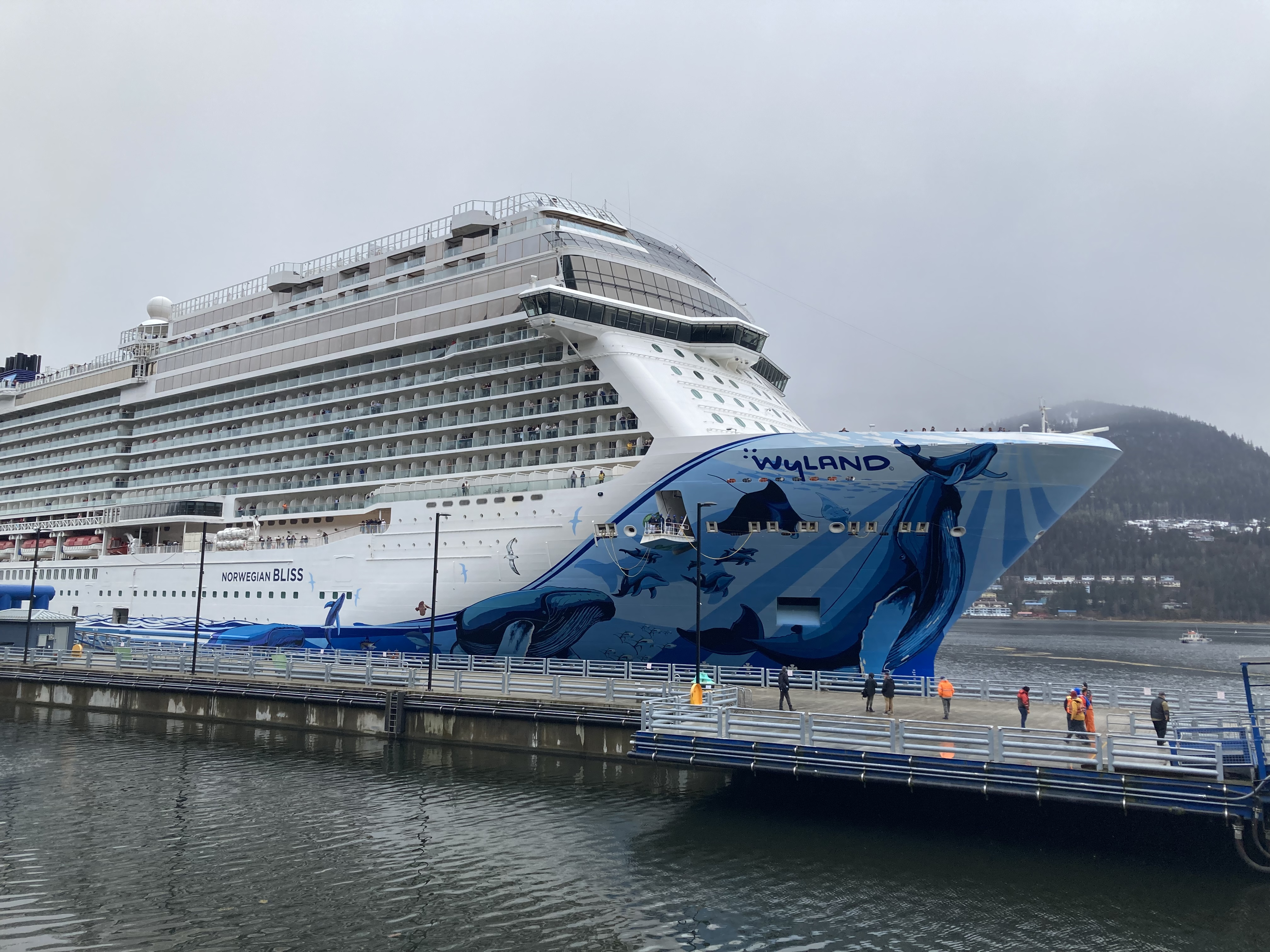
Стиковка Norwegian Blis у Джуно, Аляска, 17 квітня 2023 р.

Після хрещення судно здійснило круїзи по Алясці з першим відправленням 2 червня 2018 року, до Нью-Йорку. 24 жовтня 2018 року під час круїзу Diverted Baja Peninsular (спочатку мексиканська Рівера) воно вперше відвідало Сан-Дієго. Після причалювання воно стало найбільшим судном, яке причалило до об'єктів порту з точки зору пасажиромісткості та довжини, витіснивши док Celebrity Solstice у 2013 році. Судно почало плавання в листопаді 2018 року з Маямі.